# Kobun
Imperador Kobun (弘文天皇, Kobun-tennō, 648 - 21 de agosto de 672) foi o 39º Imperador do Japão, na lista tradicional de sucessão.

## Vida
Filho do Imperador Tenji, antes da sua ascensão ao trono, seu nome era Ōtomo no Miko.  Foi o filho favorito do Imperador Tenji e também foi o primeiro a ter sido concedido o título de Daijō Daijin. Kobun reinou em 672. O controle do trono foi arrancado de suas mãos pelo irmão do Imperador Tenchi, o Príncipe Oama, que iniciou a Guerra Jinshin para retomar o trono prometido por seu irmão e entregue a seu sobrinho. Após ser derrotado numa batalha na Província de Mino o Imperador Kobun foi obrigado a cometer seppuku depois de somente 8 meses de reinado.
Durante séculos, o infeliz Príncipe Ōtomo não foi considerado parte da ordem tradicional de sucessão, só lhe sendo dado o seu título e nome póstumo em 1870, pelo Imperador Meiji.
O Imperador Kobun  é tradicionalmente venerado em um memorial no santuário xintoísta em Shiga. A Agência da Casa Imperial designa este local como de Mausoléu Kobun. É formalmente denominado Nagara no Yamasaki no misasagi.

## Daijō-kan
- Sadaijin: Soga no Akae (苏我赤兄) (672)
- Udaijin: Nakatomi no Kane (中臣金) (672)